# Острова Зичи
Острова́ Зи́чи или Земля́ Зи́чи — название тесной группы островов в центральной части Земли Франца-Иосифа. Острова, входящие в группу, разделены неширокими проливами, которые образовались в результате эрозионной деятельности ледников на некогда едином острове. Административно относятся к Приморскому району Архангельской области России.
Список крупнейших островов Зичи от самого северного к самому южному:
- Остров Карла-Александра
- Остров Райнера
- Остров Джексона
- Остров Пайера
- Остров Грили и прилегающие к нему острова
- Остров Циглера
- Остров Солсбери
- Остров Винер-Нёйштадт
- Остров Луиджи
- Остров Чамп

Самая северная точка островов Зичи — мыс Бэма на острове Карла-Александра, самая южная точка — мыс Фиуме на острове Чамп. Расстояние между этими точками — 114 километров. Мыс Армитидж на острове Луиджи является самой западной точкой островов Зичи, самая восточная точка расположена на острове Райнера. Высочайшая точка островов (620 м) находится на острове Винер-Нёйштадт в центральной части ледника Форбса. От более южных островов Земли Франца-Иосифа острова Зичи отделены широким проливом Маркема.
Острова получили своё название в честь венгерского графа Эдмунда Зичи, одного из крупнейших спонсоров Австро-Венгерской полярной экспедиции 1872—1874 годов.